# Tautoneura pewna
Tautoneura pewna är en insektsart som beskrevs av Sohi och Mann 1992. Tautoneura pewna ingår i släktet Tautoneura och familjen dvärgstritar.
Artens utbredningsområde är Nepal. Inga underarter finns listade i Catalogue of Life.